# Herøy (Møre og Romsdal)
Herøy es un municipio de la provincia de Møre og Romsdal, Noruega. Forma parte del distrito tradicional de Sunnmøre y su centro administrativo es Fosnavåg. Herøy fue creado como un nuevo municipio el 1 de enero de 1938. Sande fue separado de Herøy en 1867.